# Viracucha misionesicus
Viracucha misionesicus là một loài nhện trong họ Ctenidae.
Loài này thuộc chi Viracucha. Viracucha misionesicus được Cândido Firmino de Mello-Leitão miêu tả năm 1945.